# Arthur Jones (football américain)
Pour les articles homonymes, voir Arthur Jones et Jones.
(en) Statistiques sur pro-football-reference
Arthur Willis Jones III (né le 30 juin 1986 à Rochester) est un joueur américain de football américain. Il joue actuellement avec les Colts d'Indianapolis au poste de defensive end.

## Enfance
Jone naît à Rochester de l'union de Arthur Jr et Camille Jones. Après avoir déménagé à Endicott, il étudie à la Union-Endicott High School où il est footballeur et lutteur. Lors de sa dernière saison, il fait soixante-quatre tacles, six sacks et un fumble récupéré. Rivals.com le classe deux étoiles.

## Carrière

### Université
Jones entre à l'université de Syracuse en 2005. Lors d'un match contre l'université de Miami, Kones sacke Daniel Raudabaugh pour une perte sept yards. Le 11 novembre 2006, il récupère le premier fumble de sa carrière universitaire. Le 11 novembre 2007, il se blesse contre l'université de Floride du Sud mais revient rapidement dans l'équipe. Après la saison  2008, il est nommé dans l'équipe de la saison de la conférence Big East. En 2009, il rate trois matchs mais effectue dix-neuf tacles, 1,5 sack et récupère deux fumbles. Il est sélectionné pour la seconde année consécutive dans l'équipe de la saison.

### Professionnel
Arthur Jones est sélectionné au cinquième tour du draft de la NFL de 2010 par les Ravens de Baltimore au 157e choix. Il signe le 21 juin 2010 un contrat de trois ans avec les Ravens. Lors de la saison 2010, il ne joue aucun match avec la franchise du Maryland. Durant la saison 2011, il joue un peu plus et termine avec 20 tackles.
Sa saison 2012 est meilleure. Il est titularisé dès le début de 6 matchs, et termine la saison régulière avec 47 tackles au total et 4,5 sacks. Au Super Bowl XLVII, remporté contre les 49ers de San Francisco, il parvient à recouvrir un fumble et enregistre un sack sur Colin Kaepernick.

## Famille
Arthur a deux frères : le premier est Jon Jones, un combattant d'arts martiaux mixtes champion des poids mi-lourds et lourds de l'UFC et Chandler Jones, defensive end chez les Patriots de la Nouvelle-Angleterre.